# 강직성 척주염
강직성 척추염(強直性脊椎炎, ankylosing spondylitis, AS) 또는 강직척추염은 주변 관절 및 비관절 구조물을 가변적으로 수반하는 몸통뼈대의 만성적인 염증성 질환이다. 강직성 척추염은 혈청음성 척추관절염의 하나이며 강력한 유전적 소인이 있다. 척주의 관절과 골반의 천장관절에 주로 영향을 미친다. 심한 경우 척주가 경직되는 일이 일어날 수 있다.

## 연구
2007년에 영국, 오스트레일리아, 미국의 국제 연구팀의 협업을 통해 강직성 척추염을 일으키는데 기여하는 두 개의 유전자를 발견하였다: ARTS-1, IL23R. 이러한 발견은 2007년 11월 통상질환과 복합병에 대한 유전적 기초의 연구를 강조하는 잡지인 네이처 제네틱스(Nature Genetics)지에 출판되었다. HLA-B27와 더불어 이 두 유전자들은 이 질병의 전체 확률의 대략 70%를 차지한다.

## 같이 보기
- 진행성 골화성 섬유이형성증